# Philip Stanhope, 4. Earl Stanhope

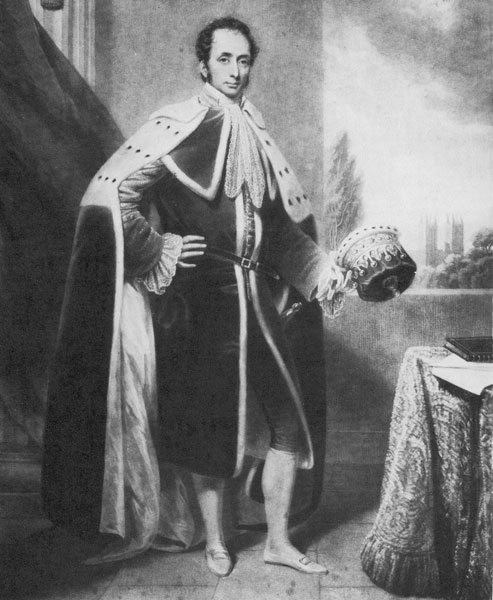
Philip Henry Stanhope, 4. Earl Stanhope (um 1825)

Philip Henry Stanhope, 4. Earl Stanhope (* 7. Dezember 1781 in Chevening, Kent; † 2. März 1855 ebenda) war ein englischer Aristokrat, Politiker und Privatgelehrter.
Er präsidierte von 1829 bis 1837 die Medico-Botanical Society in London, war Mitglied der Royal Society, zeitweise Vizepräsident der Society of Arts und engagierte sich in zahlreichen politischen, wirtschaftlichen und sozialen Vereinigungen und Vereinen. In den 1830er-Jahren war er in die Affäre um Kaspar Hauser verwickelt.

## Familie, Leben und Politik

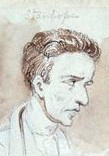
Lord Stanhope, ca. 1835. Detail einer Zeichnung Members of the House of Lords, vermutlich von Isaac Robert Cruikshank.

Als ältester Sohn des Politikers und Erfinders Charles 3. Earl Stanhope führte Philip Henry zunächst den Titel Viscount Mahon. Seine Halbschwester war Lady Hester Stanhope, die legendenumwobene „Queen of the East“. Der deutsche Politiker und Rechtswissenschaftler Gustav Radbruch hielt sie für „seltsame Menschen ohne Gleichgewicht“, jedenfalls scheinen sie begabte und eigenwillige Persönlichkeiten gewesen zu sein.  Der Historiker Aubrey Newman verweist auf Stanhopes vielfältige Interessen, seine ungewöhnliche Begeisterungsfähigkeit, aber auch auf seine Selbstwidersprüche.
Philip Henry flüchtete als junger Mann vor seinem autoritären Vater Charles, einem glühenden Anhänger der Französischen Revolution, nach Deutschland, wo er für kurze Zeit die Universität Erlangen besuchte und 1800 in Dresden anonym ein Gebetbuch für Gläubige und Ungläubige, für Christen und Nichtchristen herausgab. In die Heimat zurückgekehrt heiratete er 1803 die Tochter Robert Smiths, 1. Baron Carrington; eine Aussöhnung mit dem Vater misslang. Unterstützung kam von Premierminister William Pitt, einem Cousin zweiten Grades, der Lord Mahon zwei Sinekuren und die Stelle eines Vizegouverneurs im Dover Castle vermittelte. Mehrere Jahre vertrat er verschiedene Wahlkreise im House of Commons, ganz im Sinne der liberalen politischen Vorstellungen seines Schwiegervaters. Als im Dezember 1816 Charles 3. Earl Stanhope starb, erbte Philip Henry Titel, Vermögen und Unabhängigkeit, sowie einen Sitz im House of Lords. Politisch stand er nun den antikatholischen Ultra-Tories nahe, isolierte sich aber zunehmend, u. a. weil er selbst keiner Partei zugehören wollte. Er warb für eine Land- und Agrarreform, agitierte für Schutzzölle und gegen Freihandel, trat für die Abschaffung der Sklaverei ein und arbeitete in seiner Ablehnung des new poor law mit Chartisten und Arbeiterorganisationen zusammen, ohne seinen eher paternalistischen Standpunkt aufzugeben. Aus Furcht vor revolutionären Umwälzungen appellierte er an die soziale Verantwortung seiner Standesgenossen im House of Lords. Grundsätzlich erstrebte er eine Parlamentsreform, um eine breitere und gerechtere Beteiligung aller gesellschaftlichen Klassen zu ermöglichen.
Ob seine zahlreichen Reisen auf dem europäischen Kontinent unter dem Aspekt einer systematischen (Doppel-)Agententätigkeit gestanden haben, beruht auf willkürlichen Mutmaßungen. Hingegen irritierte in England seine große Leidenschaft für alles Deutsche.

## Stanhope und Kaspar Hauser
Im Mai 1831 lernte Stanhope den Nürnberger „Findling“ Kaspar Hauser kennen, für dessen Geschichte er sich schon länger interessiert hatte. Er war über die Maßen von ihm fasziniert, wie der nicht minder von Hauser begeisterte Paul Johann Anselm von Feuerbach. Stanhope vertraute der Meinung des berühmten Rechtsgelehrten über den jungen Mann und gewährte unverzüglich finanzielle Unterstützung. Er beschenkte Kaspar mit nützlichen und weniger nützlichen Dingen; mehrfach finanzierte er Reisen, um dessen Herkunft aufzuklären.
Am 2. Dezember 1831 erhielt er die Pflegschaft über Kaspar Hauser, während Feuerbach die Fürsorge für dessen moralisches und physisches Wohl übernahm. Die Vormundschaft war von dem Gerichtsassessor Gottlieb von Tucher auf den Nürnberger Bürgermeister Jakob Friedrich Binder übergegangen. Von Tucher hatte Stanhopes Verhalten kritisiert, der seine erzieherischen Prinzipien unterlaufen hatte.
Auf Empfehlung Feuerbachs wurde Kaspar Hauser in Ansbach in der Familie des Lehrers Meyer untergebracht und der Gendarmerieunterleutnant Josef Hickel als „Spezialkurator“ an die Seite des Zöglings gestellt. Die gesamten Unterhaltskosten, bis dahin von der Stadt Nürnberg getragen, übernahm Lord Stanhope.
Im Sommer 1831 hatte Stanhope Feuerbach ermutigt, ein Buch über Hauser zu schreiben. Ein Vorhaben, das Feuerbach zuvor auch mit dem Berliner Juristen und Verleger Julius Eduard Hitzig besprochen hatte. Zur Jahreswende, unmittelbar nach der Veröffentlichung von Kaspar Hauser oder Beispiel eines Verbrechens am Seelenleben eines Menschen ließ Feuerbach durch Stanhope und Hickel sein Werk persönlich an den badischen und den bayerischen Hof vermitteln. Deren Briefe und Berichte schienen Feuerbachs hauptsächlich durch Zeitungsberichte angeregten Verdacht nicht zu bestätigen, demnach Kaspar Hauser ein ausgetauschter badischer Erbprinz sein könnte. Stanhope hatte diese Annahme auch nur halbherzig vertreten, er sah in Kaspar vielmehr den Spross eines ungarischen Magnaten. Zu dieser Annahme hatten ihn die öffentlich diskutierten, scheinbar ungarischen Sprachkenntnisse Hausers bewogen. Der „Spezialkurator“ Hickel wurde erneut auf die Reise geschickt, die aber keine Bestätigung und keinen Hinweis auf eine ungarische Herkunft Hausers erbrachte. Die Ergebnislosigkeit dieser Recherche stand derart in Widerspruch mit den zuvor gemachten Äußerungen und dem Verhalten Hausers, dass Stanhope erste Zweifel über dessen Glaubwürdigkeit bekam. Am Ende standen mehr Fragen als Antworten und Stanhope hielt lediglich an der Vermutung einer frühen Isolation Hausers fest, wenngleich sie nicht so geschehen sein könne, wie Kaspar es erzählt habe. Wegen dieser Zweifel entschied er sich, eine von ihm vorgenommene englische Übersetzung des Feuerbach-Buches nicht einem Verlag zu übergeben, sondern sie nur privat drucken zu lassen und an Bekannte zu verteilen.
In seiner ersten Begeisterung hatte Stanhope Hauser in Aussicht gestellt, ihn mit nach England zu nehmen, doch seine wachsende Skepsis ließ ihn davon Abstand nehmen. Trotzdem erfüllte er seine finanziellen Verpflichtungen und setzte noch 1833 Kaspar Hauser eine Leibrente aus.
Nach Kaspar Hausers (wahrscheinlich selbstverschuldetem) Tod im Dezember 1833 setzten unverzüglich die publizistischen Auseinandersetzungen um Stanhopes Rolle in der Tragödie ein. Er versuchte sich mit Broschüren und Zeitungsartikeln zu rechtfertigen, doch neben Zuspruch setzte sich insbesondere in Deutschland auf lange Sicht eine verschwörungsideologische, moralische Verdammung Stanhopes durch, die 1988 in der einzigen deutschen Biografie mit dem bezeichnenden Titel Lord Stanhope. Der Gegenspieler Kaspar Hausers gipfelte.
In der historisch-wissenschaftlichen Literatur über Kaspar Hauser fand indessen eine Entdämonisierung statt. So schrieb stellvertretend Walther Schreibmüller: „Stanhope hat sich jedenfalls seine Beweisführung in den ‚Materialien‘ nicht leicht gemacht. Er war so objektiv, einzuräumen, es bleibe immer noch die Frage, ob Kaspar im eigentlichen Sinne des Wortes ein Betrüger zu nennen wäre; er hoffe, daß die Welt den unglücklichen Findling in dieser Hinsicht mit Billigkeit beurteilen werde. Insgesamt vermitteln jedenfalls die ‚Materialien‘ von deren Verfasser den Eindruck eines vorsichtig abwägenden, um die Ermittlung der Wahrheit bemühten Mannes.“
Stanhopes späteres Leben bis zu seinem Tode am 2. März 1855 war weiterhin geprägt von seiner steten Neugierde für mehr oder weniger wissenschaftlich begründbare Phänomene. Von einer innigen Bande zu seinen nach dem Tode (1828) des Sohnes Georg Joseph verbliebenen Kindern Philip Henry (1805–1875), dem späteren 5. Earl Stanhope und britischer Historiker, sowie Catherine Lucy Wilhelmina (1806–1901), Mutter von Archibald Philip Primrose, 5. Earl of Rosebery, zeugen zahlreiche Briefe aus dem Nachlass.

## Ehrungen
Nach Philip Stanhope, 4. Earl Stanhope sind die Pflanzengattungen Stanhopea J.Frost ex Hook. und Stanhopeastrum Rchb.f. aus der Familie der Orchideen benannt.